# Concentración (psicología)

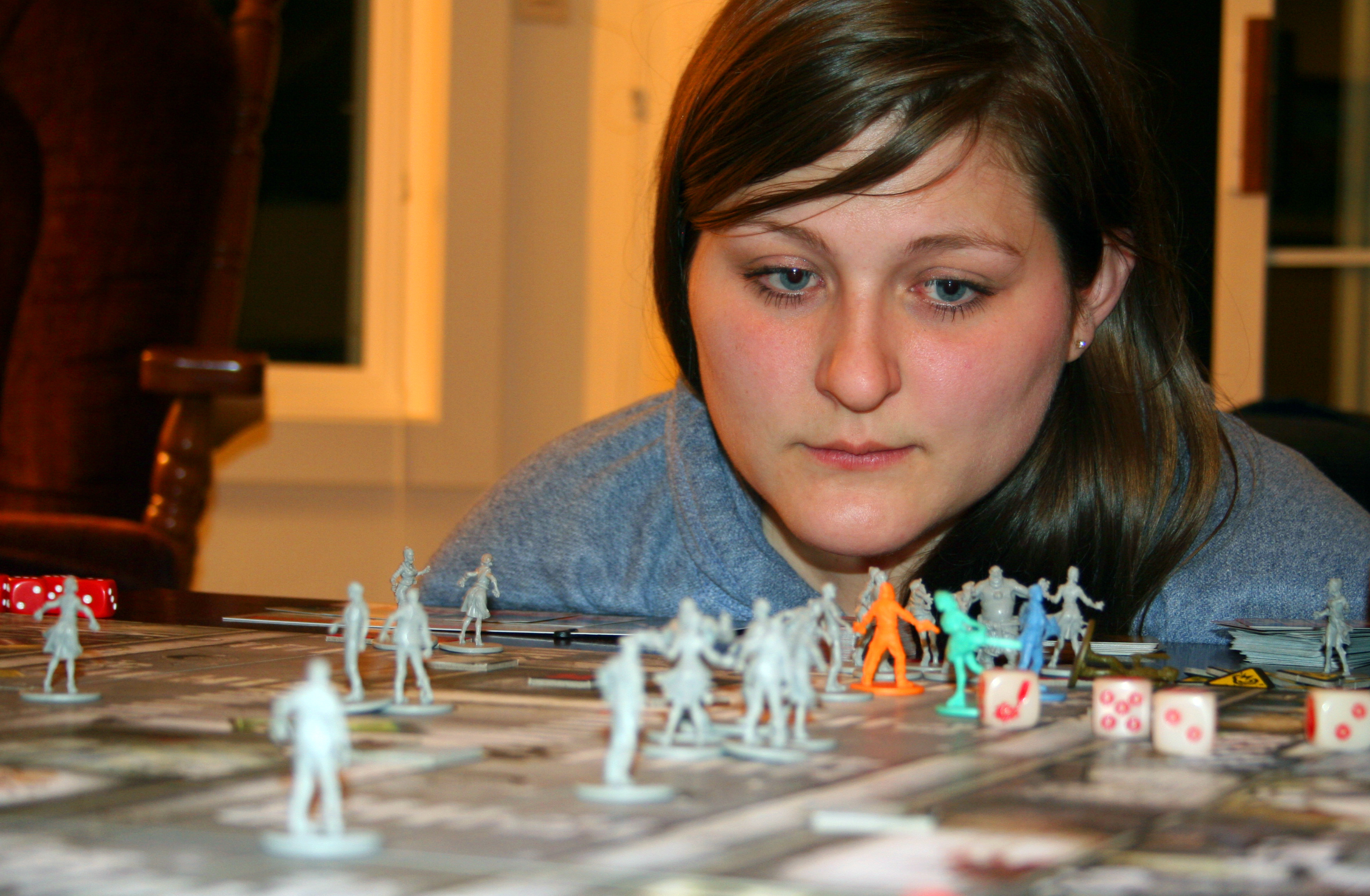
Una chica jugando y concentrándose.

La concentración mental es un proceso psíquico que se realiza por medio del razonamiento; consiste en centrar voluntariamente toda la atención de la mente sobre un objetivo, objeto o actividad que se esté realizando o pensando en realizar en ese momento, dejando de lado toda la serie de hechos u otros objetos que puedan ser capaces de interferir en su consecución o en su atención. La concentración es vital para el estudio y para el trabajo.

## Concentración de estudios y vida cotidiana
La concentración es especialmente importante para el proceso de aprendizaje, por lo que se busca por todos los medios potenciar esta capacidad que es imprescindible para la adquisición de nuevos conocimientos. Sobre este aspecto, la psicología educativa ha hecho importantes observaciones y aportes.
Por otra parte, la concentración mental se usa en casi todos los deportes individuales (ajedrez, tenis, gimnasia, etcétera), donde ayuda al ejecutor a enfocarse en las acciones que están siendo desarrolladas.}

## Patologías de la concentración
La concentración puede verse mermada, incluso completamente bloqueada por trastornos, enfermedades o conductas de diverso tipo. 
- El síndrome que bloquea específicamente la capacidad de atención-concentración de un sujeto es el conocido como trastorno por déficit de atención con hiperactividad (TDAH).
- Un hábito que altera la capacidad de atención de un sujeto es el consumo abusivo de drogas (véase al respecto Drogodependencia y Consumo recreativo de drogas). Aunque esto es válido — a corto o a mediano plazo — para cualquier droga, los efectos del consumo de ansiolíticos (barbitúricos y benzodiazepinas) se consideran particularmente dañinos para las funciones de concentración y memoria.

## El estímulo de la concentración
Además del deporte, otras prácticas como la lectura, la meditación (Ej. la meditación zen) y el yoga han probado ser medios efectivos para mejorar la concentración mental, pues estimulan la producción de ondas alfa, ondas beta, ondas theta y ondas delta en el cerebro, las cuales se relacionan con la relajación, la calma, la creatividad, el incremento de la memoria y la solución de problemas.